# Ральф Г. Невінс
Ральф Г. Невінс (15 листопада 1924 — 30 жовтня 1974) — американський професор машинобудування та завідувач кафедри машинобудування та декан інженерного коледжу Університету штату Канзас, Мангеттен, штат Канзас

## Життєпис
Невінс народився 15 листопада 1924 року в Кінслі, штат Канзас. Він виріс у Додж-Сіті, штат Канзас. Він здобув ступінь бакалавра та магістра машинобудування в Університеті Міннесоти та докторський ступінь у 1973 році в Університеті Іллінойсу. Він провів рік на військовій службі та приєднався до факультету Канзаського державного університету як викладач.
Помер 30 жовтня 1974 року. Премія Ральфа Г. Невінса з фізіології та людського середовища — це щорічна премія, яку вручає Американське товариство інженерів з опалення, охолодження та кондиціонування повітря (ASHRAE). Її присуджують з 1978 року «молодим дослідникам, які відзначилися у реакції людини на навколишнє середовище, що може включають термічні, акустичні, нюхові, мікробні чи інші ефекти».

## Праці
- Nevins, Ralph G. «Psychrometrics and modern comfort». ASHRAE Transactions 67 (1961):609-621. Listed among the 100 most important papers in ASHRAE's history[7]
- Michaels, KB, R. G. Nevins and A. M. Feyerherm. «The Effect of Floor Surface Temperature on Comfort. Part II: College Age Females.» ASHRAE Trans 70 (1964): 37-43.
- Nevins, Ralph G., et al. «A Temperature-Humidity Chart for Thermal Comfort of Seated Persons.» ASHRAE Transactions 72.1 (1966): 283—291.
- McNall, P. E., et al. «Thermal Comfort (Thermally Neutral) Conditions for Three Levels of Activity.» ASHRAE Transactions 73.1 (1967): 3.1-3.14.
- Nevins, Ralph G. and A. M. Feyerherm. «Effect of Floor Surface Temperature on Comfort. Part IV: Cold Floors.» ASHRAE Transactions 73.2 (1967).
- Rohles Jr, F. H., J. E. Woods and R. G. Nevins. «The Effect of Air Speed and Temperature on the Thermal Sensations of Sedentary Man.» ASHRAE Transactions 80(1) (1974): 101—119.
- Nevins, Ralph G. «Air Diffusion Dynamics: Theory, Design, and Application». Business News Publishing Company (1976).
- Gagge, A. P., Y. Nishi and R. G. Nevins. «The Role of Clothing in Meeting FEA Energy Conservation Guidelines.» ASHRAE Transactions 82.2 (1976): 234—247.
- Gagge, A. Pharo and Ralph G. Nevins. «Effect of Energy Conservation Guidelines on Comfort. Acceptability and Health.» 491 (1977): 93.

## Інтернет-ресурси
- Institute for Environmental Research, Kansas State University